# Beeldbank
Een beeldbank (of fotobank) is een (internet)database waarin beeldmateriaal wordt opgeslagen.
Beeldbanken worden vaak gemaakt om een bepaald genre, onderwerp, bepaalde categorie of maker te belichten. Voorbeelden hiervan zijn beeldbanken van continenten, landen, steden, provincies, of die van het ANP.
Speciaal voor kinderen, leerkrachten en ouders van basisscholen en voortgezet onderwijs is er de beeldbank van Schooltv: Teleac.
Beeldbanken worden beheerd door onder meer:
- AGAMI
- ANP
- Beeldbank Groningen
- De Beeldunie
- De Nationale Beeldbank
- Hollandse Hoogte
- Nationaal Archief
- Schooltv